# Generátor (programování)
Generátor je v programování speciální funkce, kterou lze používat pro řízení opakování ve smyčkách. Všechny generátory jsou vlastně iterátory.
Generátory se velmi podobají funkcím vracejícím pole tím, že mají parametry, lze je volat a generují posloupnosti hodnot. Na rozdíl od vytváření celých polí však generátory vydávají hodnoty po jedné, což šetří paměť, umožňuje pracovat s neomezenými sadami hodnot nebo s postupně vznikajícími hodnotami a dovoluje, aby volající mohl zpracovávat první hodnotu okamžitě. Jednoduše řečeno, generátor vypadá jako funkce ale se chová jako iterátor.
Generátory mohou být implementovány pomocí expresivnějších řídicích struktur, například korutin nebo kontinuací první třídy. Generátory jsou někdy označovány za semikorutiny, a lze je považovat za speciální (slabší) případ korutin, protože při vrácení hodnoty vždy předávají řízení zpátky volajícímu, zatímco při použití obecných korutin je třeba pro získání stejného chování provést skok do volající korutiny; viz srovnání korutin s generátory.

## Použití
Generátory se nejčastěji používají pro řízení smyček. Při prvním vyvoláním generátoru je vytvořen objekt, který zapouzdřuje stav generátorové funkce na začátku iterátoru, s argumenty propojenými s odpovídajícími parametry. Tělo generátoru se pak provádí v kontextu tohoto iterátoru, dokud se nedojde ke speciální akci yield; v tom okamžiku se vrátí hodnota výrazu uvedeného v akci yield, která bude návratovou hodnotou generátoru. Jakmile provádění programu dosáhne opět místa vyvolání generátoru, pokračuje se v provádění těla generátoru za akcí yield, dokud se nedojde k další akci yield. Generátor může být ukončen akcí finish, což způsobí ukončení vnitřní smyčky generátoru. Ve složitějších situacích může být generátor používán manuálně mimo smyčku pro vytvoření iterátoru, který pak může být používán různými způsoby.
Protože generátory počítají a vydávají hodnoty pouze v případě potřeby, lze je použít pro reprezentaci sekvenčního přístupu k souborům pomocí datových proudů, které fungují jako posloupností, jejichž získání vcelku by bylo nákladné nebo nemožné. Díky tomu lze zahrnout i nekonečné posloupnosti a živé datové proudy.
Je-li žádoucí hladové vyhodnocování (primárně u konečných posloupností, protože jinak by vyhodnocování posloupnosti nikdy neskončilo), lze posloupnost buď převést na seznam nebo použít paralelní konstrukci, která místo generátoru vytváří seznam. Například v jazyce Python lze generátor g převést na seznam l příkazem l = list(g), zatímco v jazyce F# se výraz pro posloupnost seq { ... } vyhodnocuje odloženě (pro vytvoření generátoru), zatímco [ ... ] se vyhodnocuje hladově (pro vytvoření seznamu).
Pokud programovací jazyk disponuje generátory, lze všechny druhy smyček – například for a while – realizovat jediným typem smyčky s použitím vhodného generátoru. Například smyčku for x = 1 to 10 lze implementovat pomocí generátoru podobného pythonovskému for x in range(1, 10). Ukončení smyčky (příkaz break) lze implementovat jako odeslání povelu finish do generátoru následovaného příkazem continue pro provedení kódu, který se provádí před každým průchodem smyčkou a který následně provádění smyčky ukončí.

## Dostupnost
Generátory se poprvé objevily v jazyce CLU (1975), staly se význačnou vlastností jazyka pro manipulace s řetězci Icon (1977) a nyní jsou dostupné v mnoha jazycích včetně jazyka Python, C#, Ruby i v novějších verzích jazyka ECMAScript (od ES6/ES2015). V CLU a C# se generátory nazývají iterators, v Ruby enumerators.

### Lisp
Ani poslední standard jazyka Common Lisp generátory nativně neobsahuje, ale existují jejich různé implementace v podobě knihoven, jako například SERIES zdokumentovaném v CLtL2 nebo pygen.

### CLU
Pro implementaci iterátorů přes uživatelem definované datové abstrakce se používá příkaz yield:
```
string_chars = iter (s: string) yields (char);
  index: int := 1;
  limit: int := string$size (s);
  while index <= limit do
    yield (string$fetch(s, index));
    index := index + 1;
    end;
end string_chars;

for c: char in string_chars(s) do
   ...
end;

```

### Icon
V jazyce Icon je generátorem každý výraz (včetně smyček). Icon poskytuje mnoho vestavěných generátorů a dokonce implementuje část sémantiky logických výrazů pomocí generátorů (tímto způsobem je implementováno logické „OR“).
Vypsání druhých mocnin čísel od 0 do 20 lze provést pomocí korutiny takto:
```
   local squares, j
   squares := create (seq(0) ^ 2)
   every j := |@squares do
      if j <= 20 then
         write(j)
      else
         break

```

Uživatelem definované generátory jsou však obvykle implementovány pomocí klíčového slova „suspend“, které funguje stejně jako klíčové slovo „yield“ v CLU.

### C
V jazyce C nejsou generátorové funkce jako jazykový konstrukt, protože je však lze implementovat pomocí korutin, není obtížné je implementovat nad libovolnou knihovnou, která implementuje stackful korutiny, jako například libdill. Pokud na platformách podporujících POSIX není omezující cena přepnutí kontextu při každé iteraci a je vyžadován plný paralelismus místo slabší souběžnosti, lze implementovat velmi jednoduchý rámec pro funkční generátory pomocí Posix threads a anonymních rour.

### C++
Do C++ je možné na zavést generátory pomocí maker preprocesoru. Výsledný kód může mít velmi odlišné rysy od nativního C++. Ale syntaxe generátoru může být naprosto nekomplikovaná. Velmi dobré příklady lze nalézt v , který definuje sadu preprocesorových maker umožňující definovat generátory s touto syntaxí:
```
$generator
(
descent
)

{

   
// místo pro všechny proměnné používané v generátoru

   
int
 
i
;
 
// náš čítač

   
// konstruktor našeho generátoru, například 

   
// descent(int minv, int maxv) {...}

   

   
// tělo generátoru je mezi $emit a $stop:

    

   
$emit
(
int
)
 
// bude vracet hodnoty typu int. Začátek těla generátoru.

      
pro
 
(
i
 
=
 
10
;
 
i
 
>
 
0
;
 
--
i
)

         
$yield
(
i
);
 
// jako yield v Pythonu,

                    
// vrátí další číslo v obrácené posloupnosti [1..10].

   
$stop
;
 
// stop, konec posloupnosti. Konec těla generátoru.

};

```

Iterace může vypadat takto:
```
int
 
main
(
int
 
argc
,
 
char
*
 
argv
[])

{

  
descent
 
gen
;

  
for
 
(
int
 
n
;
 
gen
(
n
);)
 
// vyvolání „get next“ generátoru

    
printf
(
"další číslo je %d
\n
"
,
 
n
);

  
return
 
0
;

}

```

C++11 navíc umožňuje provádět cyklus foreach na jakékoli třídě, která poskytuje funkce begin a end. Pak lze třídy vypadající jako generátory vytvářet definováním obou iterovatelných metod (begin a end) a metody iterátoru (operator!=, operator++ a operator*) ve stejné třídě. Například takto:
```
#include
 
<iostream>

int
 
main
()

{

    
for
 
(
int
 
i
:
 
range
(
10
))

    
{

        
std
::
cout
 
<<
 
i
 
<<
 
std
::
endl
;

    
}

    
return
 
0
;

}

```

Základní implementace rozsahu může být následující:
```
class
 
range

{

private
:

    
int
 
posledni
;

    
int
 
iter
;

public
:

    
range
(
int
 
end
)
:

        
posledni
(
end
),

        
iter
(
0
)

    
{}

    
// Iterativní funkce

    
const
 
range
&
 
begin
()
 
const
 
{
 
return
 
*
this
;
 
}

    
const
 
range
&
 
end
()
 
const
 
{
 
return
 
*
this
;
 
}

    
// Funkce iterátoru

    
bool
 
operator
!=
(
const
 
range
&
)
 
const
 
{
 
return
 
iter
 
<
 
posledni
;
 
}

    
void
 
operator
++
()
 
{
 
++
iter
;
 
}

    
int
 
operator
*
()
 
const
 
{
 
return
 
iter
;
 
}

};

```

### Perl
Perl nativně generátory neposkytuje, ale lze použít modul Coro::Generator, který používá framework korutin Coro. Příklad použití:
```
use
 
strict
;

use
 
warnings
;

# Povolí generátor { BLOCK } a yield

use
 
Coro::Generator
;

# reference na pole, přes které lze iterovat

my
 
$chars
 
=
 
[
'A'
...
'Z'
];

# Nový generátor, který lze volat jako coderef.

my
 
$pismena
 
=
 
generator
 
{

    
my
 
$i
 
=
 
0
;

    
for
 
my
 
$pism
 
(
@$chars
)
 
{

        
# získej další písmeno z $pismena

        
yield
 
$pism
;

    
}

};

# 15krát vyvolat generátor

print
 
$pismena
->
(),
 
"\n"
 
for
 
(
0
..
15
);

```

### Tcl
V Tcl 8.6 používá mechanismus generátor založený na pojmenovaných korutinách.
```
proc
 
generator
 
{
body
}
 
{

    
coroutine
 
gen
[
incr
 
::
disambiguator
]
 
apply
 
{{
Script
}
 
{

        
# Produkuje výsledek z [generator], jméno generátoru

        
yield
 
[
info
 
coroutine
]

        
# Vlastní generování

        
eval
 
$script

        
# Ukončit smyčku volajícího pomocí výjimky 'break'

        
return
 
-
code
 
break

    
}}
 
$body

}

# Použití jednoduché 'for' smyčky pro skutečné generování

set
 
count
 
[
generator
 
{

    
for
 
{
množina
 
i
 
10
}
 
{
$i
 
<=
 
20
}
 
{
incr
 
i
}
 
{

        
yield
 
$i

    
}

}]

# Načítej hodnoty z generátoru dokud není vyčerpaný

while
 
1
 
{

    
puts
 
[
$count
]

}

```

### Haskell
V jazyce Haskell je díky odloženému vyhodnocování generátorem všechno - jakákoli data vytvořená nestriktním datovým konstruktorem se generují až v případě potřeby. Například
```
countfrom
 
n
 
=
 
n
 
:
 
countfrom
 
(
n
+
1
)

-- Příklad použití: vytisknout celá čísla od 10 do 20.

test1
 
=
 
mapM_
 
print
 
$
 
takeWhile
 
(
<=
 
20
)
 
$
 
countfrom
 
10

primes
 
=
 
2
 
:
 
3
 
:
 
nextprime
 
5
 
where

  
nextprime
 
n
 
|
 
b
 
=
 
n
 
:
 
nextprime
 
(
n
+
2
)

              
|
 
otherwise
 
=
 
nextprime
 
(
n
+
2
)

    
where
 
b
 
=
 
all
 
((
/=
 
0
)
.
(
rem
 
n
))
 
$
 
takeWhile
 
((
<=
 
n
)
.
(
^
2
))
 
$
 
tail
 
primes

```

kde (:) je nestriktní seznamový konstruktor, cons a $ jsou jen volané operátory, používané pro uzávorkování. Je použita standardní adaptorová funkce
```
takeWhile
 
p
 
[]
 
=
 
[]

takeWhile
 
p
 
(
x
:
xs
)
 
|
 
p
 
x
 
=
 
x
 
:
 
takeWhile
 
p
 
xs

                   
|
 
otherwise
 
=
 
[]

```

která načítá hodnoty podle predikátu a přestane požadovat nové hodnoty jakmile se narazí na hodnotu, která nevyhovuje. V Haskellu se jako univerzální mediátor používá přístup ke sdílené paměti. Seznamové komprehense lze používat libovolně:
```
test2
 
=
 
mapM_
 
print
 
$
 
takeWhile
 
(
<=
 
20
)
 
[
x
*
x
 
|
 
x
 
<-
 
countfrom
 
10
]

test3
 
=
 
mapM_
 
print
 
[
x
*
x
 
|
 
x
 
<-
 
takeWhile
 
(
<=
 
20
)
 
$
 
countfrom
 
10
]

```

### Racket
Programovací jazyk Racket poskytuje několik příbuzných nástrojů pro generátory. Jeho for-cyklus dovoluje pracovat s posloupnostmi, což je druh producer:
```
(
for
 
([
i
 
(
in-range
 
10
 
20
)])

  
(
printf
 
"i = ~s
\n
"
 
i
))

```

a tyto posloupnosti jsou také hodnoty první třídy:
```
(
define
 
10-to-20
 
(
in-range
 
10
 
20
))

(
for
 
([
i
 
10-to-20
])

  
(
printf
 
"i = ~s
\n
"
 
i
))

```

Některé posloupnosti jsou implementovány imperativně (se soukromým stavem proměnných) a některé jsou implementovány jako líné seznamy (které mohou být i nekonečné). Také nové definice struktur mohou mít vlastnost, která určuje, jak mohou být používány jako posloupnosti.
Racket také obsahuje generátorovou knihovnu pro tradičnější vytváření generátorů. Například
```
#lang 
racket

(
require
 
racket/generator
)

(
define
 
(
ints-from
 
from
)

  
(
generator
 
()

    
(
for
 
([
i
 
(
in-naturals
 
from
)]
 
; nekonečná posloupnost celých čísel od 0

      
(
yield
 
i
))))

(
define
 
g
 
(
ints-from
 
10
))

(
list
 
(
g
)
 
(
g
)
 
(
g
))
 
; -> '(10 11 12)

```

Jádro jazyka Racket implementuje mocné vlastnosti kontinuace a poskytuje obecné (reentrantní) kontinuace, které lze skládat a také ohraničené kontinuace. S jejich použitím je generátorová knihovna implementována přímo jazyce v Racket.

### PHP
PHP komunita implementovala generátory v PHP 5.5. Detaily lze nalézt v původním dokumentu RFC about Generator.
```
function
 
fibonacci
()
 
{

    
$last
 
=
 
0
;

    
$current
 
=
 
1
;

    
yield
 
1
;

    
while
 
(
true
)
 
{

        
$current
 
=
 
$last
 
+
 
$current
;

        
$last
 
=
 
$current
 
-
 
$last
;

        
yield
 
$current
;

    
}

}

foreach
 
(
fibonacci
()
 
as
 
$number
)
 
{

    
echo
 
$number
,
 
"
\n
"
;

}

```

### Ruby
Ruby obsahuje podporu generátorů od verze 1.9 ve formě vestavěné třídy Enumerator.
```
# Generátor vytvořený pomocí objektu Enumerator

chars
 
=
 
Enumerator
.
new
(
[
'A'
,
 
'B'
,
 
'C'
,
 
'Z'
]
)

4
.
times
 
{
 
puts
 
chars
.
next
 
}

# Generátor vytvořený z bloku

count
 
=
 
Enumerator
.
new
 
do
 
|
yielder
|

  
i
 
=
 
0

  
loop
 
{
 
yielder
.
yield
 
i
 
+=
 
1
 
}

end

100
.
times
 
{
 
puts
 
count
.
next
 
}

```

### Java
Java měla od počátku standardní rozhraní pro implementaci iterátorů a od verze Java 5 je k dispozici konstrukce „foreach“, která umožňuje provádět smyčky přes objekty, které poskytují rozhraní java.lang.Iterable. Frameworky jako Java collections framework (JCF) obvykle poskytují iterátory pro všechny kolekce.)
Nicméně Java nemá generátory vestavěné v jazyce. To znamená, že vytváření iterátorů je často mnohem složitější než v jazycích s vestavěnými generátory, zvláště když logika vytváření je komplikovaná. Protože je třeba ukládat a obnovovat kompletní stav pokaždé, když se z iterátoru získává nová položka, není možné ukládat stav v lokálních proměnných nebo používat vestavěné funkce pro vytváření cyklů, jako kdyby generátory byly dostupné; namísto toho je třeba všechno simulovat manuálně pomocí cílových polí pro ukládání lokálního stavu a čítačů smyček.
I jednoduché iterátory vytvořené tímto způsobem bývají výrazně složitější než iterátory používající generátory, a obsahují velké množství pevného kódu.
Původní příklad by mohl v Javě 5 vypadat takto:
```
// Iterátor implementovavaný jako anonymní třída. Používá šablony, ale nevyžaduje je.

for
 
(
int
 
i
:
 
new
 
Iterable
<
Integer
>
()
 
{

    
@Override

    
public
 
Iterator
<
Integer
>
 
iterator
()
 
{

        
return
 
new
 
Iterator
<
Integer
>
()
 
{

            
int
 
counter
 
=
 
1
;

            
@Override

            
public
 
boolean
 
hasNext
()
 
{

                
return
 
counter
 
<=
 
100
;

            
}

            
@Override

            
public
 
Integer
 
další
()
 
{

                
return
 
counter
++
;

            
}

            
@Override

            
public
 
void
 
odstraní
()
 
{

                
throw
 
new
 
UnsupportedOperationException
();

            
}

        
};

    
}

})
 
{

    
System
.
out
.
println
(
i
);

}

```

Nekonečnou Fibonacciho posloupnost lze v Javě 5 zapsat jako Iterátor:
```
Iterable
<
Integer
>
 
fibo
 
=
 
new
 
Iterable
<
Integer
>
()
 
{

    
@Override

    
public
 
Iterator
<
Integer
>
 
iterator
()
 
{

        
return
 
new
 
Iterator
<
Integer
>
()
 
{

            
int
 
a
 
=
 
1
,
 
b
 
=
 
2
;

            
@Override

            
public
 
boolean
 
hasNext
()
 
{

                
return
 
true
;

            
}

            
@Override

            
public
 
Integer
 
next
()
 
{

                
int
 
temp
 
=
 
a
;

                
a
 
=
 
b
;

                
b
 
=
 
a
 
+
 
temp
;

                
return
 
temp
;

            
}

            
@Override

            
public
 
void
 
remove
()
 
{

                
throw
 
new
 
UnsupportedOperationException
();

            
}

        
};

    
}

}

// toto lze používat takto...

for
 
(
int
 
f
:
 
fibo
)
 
{

    
System
.
out
.
println
(
"Další Fibonacciho číslo je "
 
+
 
f
);

    
if
 
(
someCondition
(
f
))
 
break
;

}

```

V Java 8 lze vytvořit i nekonečné Fibonacciho posloupnosti pomocí rozhraní Stream:
```
IntStream
.
generovat
(
new
 
IntSupplier
()
 
{

    
int
 
=
 
1
,
 
b
 
=
 
2
;

    
public
 
int
 
getAsInt
()
 
{

        
int
 
temp
 
=
;

        
a
 
=
 
b
;

        
b
 
=
 
a
 
+
 
temp
;

        
return
 
temp
;

    
}

}).
forEach
(
System
.
out
::
println
);

```

Nebo Iterátor získat ze super-rozhraní BaseStream rozhraní Stream Javy 8.
```
public
 
Iterable
<
Integer
>
 
fibonacci
(
int
 
limit
){

    
return
 
IntStream
.
generovat
(
new
 
IntSupplier
()
 
{

        
int
 
=
 
1
,
 
b
 
=
 
2
;

        
public
 
int
 
getAsInt
()
 
{

            
int
 
temp
 
=
 
a
;

            
a
 
=
 
b
;

            
b
 
=
 
a
 
+
 
temp
;

            
return
 
temp
;

        
}

    
}).
limit
(
limit
).
boxed
()::
iterator
;

}

// použití:

for
 
(
int
 
f
:
 
fibonacci
(
10
))
 
{

    
System
.
out
.
println
(
f
);

}

```

### C#
Příklad generátoru v jazyce C# 2.0 (yield je dostupné od C# verze 2.0):
Oba příklady využívají Generics, ale nevyžadují jej. Klíčové slovo yield také pomůže v implementaci přizpůsobitelné stavové iterace přes kolekce, jak se diskutuje v diskuzi.
```
// Metoda, které načítá iterovatelný vstup (např. pole)

// a vrácí všechna sudá čísla.

public
 
static
 
IEnumerable
<
int
>
 
GetEven
(
IEnumerable
<
int
>
 
numbers
)
 
{

    
foreach
 
(
int
 
i
 
in
 
numbers
)
 
{

        
if
 
((
i
 
%
 
2
)
 
==
 
0
)
 
{

            
yield
 
return
 
i
;

        
}

    
}

}

```

Lze použít i více příkazů yield return, které se pak provedou postupně při každé iteraci:
```
public
 
class
 
CityCollection
 
:
 
IEnumerable
<
string
>
 
{

    
public
 
IEnumerator
<
string
>
 
GetEnumerator
()
 
{

        
yield
 
return
 
"New York"
;

        
yield
 
return
 
"Paris"
;

        
yield
 
return
 
"London"
;

    
}

}

```

### XL
V jazyce XL jsou iterátory základem smyčky 'for':
```
import IO = XL.UI.CONSOLE

iterator IntegerIterator (var out Counter : integer; Low, High : integer) written Counter in Low..High is
    Counter := Low
    while Counter <= High loop
        yield
        Counter += 1

// Pamatujte, že I nemusí být deklarováno, protože je v iterátoru uvedeno 'var out'
// Implicitní deklarace I jako celočíselné proměnné je provedena zde
for I in 1..5 loop
    IO.WriteLn "I=", I

```

### F#
F# poskytuje generátory od verze 1.9.1 jako seznamové výrazy, které mohou definovat posloupnost (s odloženým vyčíslováním, se sekvenčním přístupem) pomocí seq { ... }, seznam (hladově vyčíslovaný, se sekvenčním přístupem) pomocí [ ... ] nebo pomocí pole (hladové vyčíslované, s indexovaným přístupem) pomocí [| ... |] obsahujícím kód, který generuje hodnoty. Například
```
seq
 
{
 
for
 
b
 
in
 
0
 
..
 
25
 
do

          
if
 
b
 
<
 
15
 
then

              
yield
 
b
 
*
 
b
 
}

```

vytváří posloupnost druhých mocnin čísel od 0 do 14 vyfiltrováním čísel z rozsahu 0 až 25.

### Python
Generátory byly do jazyka Python zavedeny ve verzi 2.2. Příklad generátoru:
```
def
 
countfrom
(
n
):

    
while
 
True
:

        
yield
 
n

        
n
 
+=
 
1

# Příklad použití: vytisknout celá čísla od 10 do 20.

# Cyklus skončí normálně, i když je funkce countfrom()

# napsaná jako nekonečná smyčka.

for
 
i
 
in
 
countfrom
(
10
):

    
if
 
i
 
<=
 
20
:

        
print
(
i
)

    
else
:

        
break

# Generátor produkující libovolný počet prvočísel podle potřeby:

def
 
primes
():

    
yield
 
2

    
n
 
=
 
3

    
p
 
=
 
[]

    
while
 
True
:

        
# Funguje in Python 2.5+ 

        
if
 
not
 
any
(
n
 
%
 
f
 
==
 
0
 
for
 
f
 
in
 
                     
itertools
.
takewhile
(
lambda
 
f
:
 
f
*
f
 
<=
 
n
,
 
p
)):
 
            
yield
 
n

            
p
.
append
(
n
)

        
n
 
+=
 
2

```

Na generátory lze v Pythonu pohlížet jako na iterátory, které obsahují zmrazený zásobníkový rámec. Kdykoli se vyvolá metoda iterátoru next(), Python obnoví zmrazený rámec, který bude použit pro provádění kódu, dokud se nenarazí na další příkaz yield. Generátor's rámec pak je zmrazený opět a yielded hodnota je returned do volajícímu.
PEP 380 (implementovaný v Pythonu 3.3) zavádí výraz yield from dovolující generátoru delegovat část své funkce na jiný generátor.

#### Generátorové výrazy
Python převzal syntaxi seznamových komprehenzí, které volají generátorový výraz pro vytváření generátorů.
Následující ukázka rozšiřuje předchozí příklad použitím generátorového výrazu pro výpočet druhých mocnin z generátorové funkce countfrom:
```
squares
 
=
 
(
 
n
*
n
 
for
 
n
 
in
 
countfrom
(
2
)
 
)

for
 
j
 
in
 
squares
:

    
if
 
j
 
<=
 
20
:

        
print
(
j
)

    
else
:

        
break

```

### ECMAScript
ECMAScript zavedl generátory ve verzi 6 (Harmony).
Nekonečnou Fibonacciho posloupnost lze napsat pomocí funkčního generátoru:
```
function
*
 
fibonacci
(
limit
)
 
{

    
let
 
[
prev
,
 
curr
]
 
=
 
[
0
,
 
1
];

    
while
 
(
!
limit
 
||
 
curr
 
<=
 
limit
)
 
{

        
yield
 
curr
;

        
[
prev
,
 
curr
]
 
=
 
[
curr
,
 
prev
 
+
 
curr
];

    
}

}

// zadání horní meze

for
 
(
let
 
n
 
of
 
fibonacci
(
10
))
 
{

    
console
.
log
(
n
);

}

// generátor bez horní meze

for
 
(
let
 
n
 
of
 
fibonacci
())
 
{

    
console
.
log
(
n
);

    
if
 
(
n
 
>
 
10000
)
 
break
;

}

// ruční iterace

let
 
fibGen
 
=
 
fibonacci
();

console
.
log
(
fibGen
.
next
().
value
);
 
// 1

console
.
log
(
fibGen
.
next
().
value
);
 
// 1

console
.
log
(
fibGen
.
next
().
value
);
 
// 2

console
.
log
(
fibGen
.
next
().
value
);
 
// 3

console
.
log
(
fibGen
.
next
().
value
);
 
// 5

console
.
log
(
fibGen
.
next
().
value
);
 
// 8

// vybere, kde přestat

for
 
(
let
 
n
 
of
 
fibGen
)
 
{

    
console
.
log
(
n
);

    
if
 
(
n
 
>
 
10000
)
 
break
;

}

```

### R
V jazyce R lze pro vytváření generátorů použít balíček iterators.
```
library
(
iterators
)

# Příklad ------------------

abc
 
<-
 
iter
(
c
(
'a'
,
'b'
,
'c'
))

nextElem
(
abc
)

```